# うたい去りし花
『うたい去りし花』（うたいさりしはな）は、Aqua Timezの3rdオリジナル・アルバム。2009年3月11日にEpic Records Japanから発売。

## 概要
キャッチフレーズは「淋しさを何かで埋めるのではなく、その淋しさで大切な何かをうたうのです。」。
前作『ダレカの地上絵』以来となる、1年4ヶ月ぶりのフル・アルバム。
収録曲15曲中7曲がタイアップ楽曲となっており、一枚のオリジナル・アルバムに収録されたタイアップ楽曲数は自己最多である。シングルカット楽曲数は5曲に及ぶ。
太志以外の共作楽曲が一切なくなり、バンド名義のみが存在している。
本作は初回生産限定盤と通常盤の2形態で発売。収録曲の内容は同一であるが初回生産限定盤は通常盤より廉価にて価格設定が為されている。
また、初回生産限定盤と通常盤では1曲あたりの演奏時間と総収録時間において数秒の誤差が生じている。

## 収録曲
特記以外　全作詞・全作曲：太志
2,8,9,11作曲・全編曲：Aqua Timez
1. BIRTH [0:38][2]
次曲「Velonica」へ続く40秒ほどの短い曲。
2. Velonica [4:38][2]
8thシングル。テレビ東京系アニメ『BLEACH』9thオープニングテーマ。
3. 別れの詩 -still connected- [4:39][2]
日本テレビ『ラジかるッ』3月エンディングテーマ
4. 虹 [5:39][2]
6thシングル。
日本テレビ系ドラマ『ごくせん 第3シリーズ』主題歌。
5. STAY GOLD [4:33][2]
9thシングル。
『代々木ゼミナール』CMソング。
6. 夏のかけら [4:43][2]
7thシングル。
映画『フレフレ少女』主題歌。
7. ほんとはね [5:09][2]
2nd配信限定シングル。
6thシングル「虹」に収録。
8. massigura [4:13][2]
9. 月、昇る [4:44][2]
10. この星に [3:45][2]
11. きらきら 〜original ver.〜 [5:15][2]
KIRIN『潤る茶』CMソング。
12. One [4:41][2]
毎日放送『第81回選抜高等学校野球大会』,『第89回全国高等学校ラグビーフットボール大会』イメージソング。
13. うたい去りし花 [7:35][2]
アマチュア時代の一曲であるが歌詞は変更されている。
14. Re:BIRTH [3:02][2]
「BIRTH」のロングバージョン。
15. 虹 〜Album ver.〜 [6:28][2]
「虹」のアルバム・バージョン。
歌いだしの歌詞も変更されている。

## 演奏
- 弦一徹：Strings Arrangement (#3.4.13.14)
- 弦一徹ストリングス：Strings (#3.4.13.14)
- Jeff Miyahara：Additional Arrangement (#6)